# Georges Rodenbach
Georges Rodenbach, plným jménem Georges-Raymond-Constantin Rodenbach, (16. července 1855, Tournai, Belgie – 25. prosince 1898, Paříž, Francie) byl belgický, francouzsky píšící, symbolistický spisovatel a básník.

## Spisy

### České překlady
- Mrtvé město (Bruges-la-Morte), překlad Otokar Šimek, Praha, Jan Otto, 1907. (Dostupné online.)
- Ve vyhnanství, překlad Kamilla Neumannová, KDA, svazek 100, Praha, Kamilla Neumannová, 1913
- Z říše ticha, překlad: Alfons Breska, Praha, Beatrice Bresková, 1948
- Mrtvé Bruggy, přeložila Jana Dratvová, Ústí nad Labem : AOS, 2009, ISBN 978-80-86063-68-3; zpracováno jako četba na pokračování v Českém rozhlasu v roce 2014, úprava pro rozhlas: Barbora Bukovinská, čte: Ivan Řezáč, režie: Vlado Rusko[1]